# Rio Shimamoto
Rio Shimamoto (japanisch 島本 理生; * 18. Mai 1983 in Itabashi, Tōkyō) ist eine japanische Schriftstellerin.

## Leben
Shimamoto wurde in Itabashi geboren und wuchs in Tōkyō als Tochter einer Tänzerin und Heilpraktikerin auf. Nach der Scheidung ihrer Eltern lebte sie in einem alleinerziehenden Haushalt, eine Erfahrung, die sie später in ihrem Roman Little by Little (リトル・バイ・リトル) verarbeitete. Schon als Grundschülerin begann sie zu schreiben. Mit 15 gewann sie 1998 den Kurzprosawettbewerb der Zeitschrift Hato yo!
2001 debütierte sie im Alter von 17 Jahren mit der Novelle Silhouette (シルエット), für die sie beim Gunzō-Nachwuchspreis eine Auszeichnung erhielt. 2003 war sie für den 128. Akutagawa-Preis nominiert, gewann im selben Jahr mit Little by Little den Noma-Literatur-Nachwuchspreis als mit 20 Jahren jüngste Preisträgerin. 2004 und 2005 folgten weitere Auszeichnungen und Nominierungen.
2005 erschien Narratage (ナラタージュ), ihr erfolgreichster Roman, mehrfach ausgezeichnet und Bestseller mit über 230’000 Exemplaren. Es folgten weitere Romane, Kurzgeschichten- und Essay-Bände. 2018 gewann sie den Naoki-Preis für First Love (ファーストラヴ), 2021 den Shimase-Preis für Liebesgeschichten für Red.
Narratage wurde 2017 von Isao Yukisada mit Kasumi Arimura, Yūtarō Furutachi und Mikako Ichikawa in den Hauptrollen verfilmt, Red  2020 von Yukiko Mishima mit Kaho, Tasuku Emoto und Shōtarō Mamiya in den Hauptrollen und First Love 2021 von Yukihiko Tsutsumi mit Hōshi Ishida, Itsuji Itao und Yoshino Kimura in den Hauptrollen.

## Werke (Auswahl)

### Romane
- Silhouette (シルエット, Silhouette), 2001
- Little by Little (リトル・バイ・リトル, Stück für Stück), 2003
- Umoreru mori (生まれる森, Geburtswald), 2004
- Narratage (ナラタージュ, Erzählung/Montage, engl. Narratage), 2005
- Ooki na kuma ga kuru mae ni, oyasumi. (大きな熊が来る前に、おやすみ。Gute Nacht, bevor der große Bär kommt.), 2007
- Understand Maybe (アンダスタンド・メイビー), 2010
- Red (Red), 2014
- Natsu no saidān (夏の裁断, Sommerschnitt), 2015
- Inosento (イノセント, Unschuldig), 2016
- First Love (ファーストラヴ), 2018; engl. First Love, 2024[2][3] ISBN 978-1915829139
- 2020-nen no koibito-tachi (2020年の恋人たち, Liebende des Jahres 2020), 2020
- Hoshi no yō ni hanarete ame no yō ni chitta (星のように離れて雨のように散った, Getrennt wie Sterne und zerstreut wie Regen), 2021
- Tenchi wa mienai kara, Egakanai (天使は見えないから、描かない, Ich kann keine Engel sehen, also zeichne ich sie auch nicht), 2022

### Kurzgeschichten und Essays
- CHICA Life (エッセイ, 2008)
- B-kyū ren’ai gourmet no susume (エッセイ, 2013)

## Auszeichnungen
- 2001: Auszeichnung beim Gunzō-Nachwuchspreis für Silhouette
- 2003: Noma-Literatur-Nachwuchspreis für Little by Little (jüngste Preisträgerin)
- 2015: Shimase-Preis für Liebesgeschichten für Red
- 2018: Naoki-Preis für First Love

Quelle: Prizes World